# Koabzählbare Topologie
Im mathematischen Teilgebiet der Topologie bezeichnet die koabzählbare Topologie eine Klasse pathologischer Beispiele für topologische Räume. Bezüglich dieser Topologie ist eine Teilmenge genau dann offen, wenn sie die leere Menge ist oder ein abzählbares Komplement besitzt. Die abzählbaren Mengen und der gesamte Raum sind also gerade die bezüglich der koabzählbaren Topologie abgeschlossenen Mengen. 
Üblicherweise betrachtet man die koabzählbare Topologie über nicht abzählbaren Mengen, denn für abzählbare Mengen stimmt sie mit der diskreten Topologie überein. Im Folgenden wird die koabzählbare Topologie daher nur über nicht abzählbaren Mengen betrachtet.

## Eigenschaften
Die koabzählbare Topologie ist feiner als die kofinite Topologie. Daher ist jeder Raum mit einer koabzählbaren Topologie ein T1-Raum, er ist jedoch kein Hausdorff-Raum, da je zwei nichtleere offene Mengen einen nichtleeren Schnitt haben. Ebenso erfüllt ein Raum mit koabzählbarer Topologie kein Abzählbarkeitsaxiom.
Die einzigen kompakten Teilmengen bilden die endlichen Mengen, daher sind Räume mit koabzählbarer Topologie nicht {\displaystyle \sigma }-kompakt. Sie sind ebenso nicht abzählbar kompakt. Des Weiteren folgt aus der Endlichkeit der kompakten Mengen, dass alle kompakten Mengen abgeschlossen sind.
Definitionsgemäß ist jeder Raum mit koabzählbarer Topologie ein Lindelöf-Raum.
Räume mit koabzählbarer Topologie sind irreduzibel, also insbesondere zusammenhängend und lokal zusammenhängend.

## Konvergente Folgen
Überabzählbare Mengen, die mit einer koabzählbaren Topologie ausgestattet wurden, bilden ein Beispiel für topologische Räume, die nicht Hausdorff’sch sind, in denen aber trotzdem Folgenkonvergenz eindeutig ist: 
Dabei konvergiere eine Folge {\displaystyle x_{n}} in einem topologischen Raum {\displaystyle X} gegen einen Punkt {\displaystyle x}, wenn zu jeder Umgebung {\displaystyle U} von {\displaystyle x} ein {\displaystyle N\in \mathbb {N} } existiert, sodass {\displaystyle x_{n}\in U} für alle {\displaystyle n\geq N} gilt. Bezüglich der koabzählbaren Topologie konvergiert eine Folge genau dann, wenn sie nach endlich vielen Gliedern konstant ist. Man erkennt also, dass sich ein solcher topologischer Raum bezüglich des Konvergenzverhaltens von Folgen nicht von einem Raum mit diskreter Topologie unterscheiden lässt.
Dieses Beispiel zeigt außerdem, dass Topologien nicht eindeutig von den in ihnen konvergenten Folgen charakterisiert werden – im Gegensatz zu einer Metrik. Bezüglich der konvergenten Folgen stimmen koabzählbare Topologie und diskrete Topologie überein, obwohl die Topologien nicht übereinstimmen, wenn die zugrundeliegende Menge überabzählbar ist.